# Mikola Kulish
Mykola Húrovich Kulish, en ucraniano: Микола Гурович Куліш, (Chaplinka, 19 de diciembre de 1892 - Sandarmoj, 3 de noviembre de 1937) fue un prosista, dramaturgo y pedagogo ucraniano, veterano de la Primera Guerra Mundial y veterano del Ejército Rojo. Se le considera una de las figuras principales del Renacimiento rojo.

## Biografía
Kulish nació en el pueblo de Chaplinka (hoy es capital de raión), al que en sus cartas llamó Chaplin. Desde los 9 años estudió en una parroquia y escuela. A partir de 1905 Kulish estudió en la escuela municipal de Oleshki. Allí conoció a Iván Dniprovski. En 1908 se inscribió en el gimnasio profesional Oleshki, que cerró antes de que pudiera graduarse. Durante sus años escolares publicó algunos versos cortos y epigramas en revistas manuscritas de estudiantes que le dieron cierta fama entre sus compañeros. En 1913 escribió por primera vez una obra de teatro, En la captura de peces (en ruso: На рыбной ловле), que más tarde se convirtió en la base de su comedia Así fue como pereció Huska (en ucraniano: Отак загинув Гуска).
A los 22 años se matriculó en el Departamento de Filología de la Universidad de Novorosisk. Sin embargo, su educación se vio interrumpida nuevamente debido a la Primera Guerra Mundial, cuando fue reclutado por el ejército. Inicialmente sirvió como soldado raso en el batallón de reserva. En 1914 fue enviado a la escuela de práporshchiks (portadores de bandera) de Odesa, después de lo cual fue al frente y estuvo allí desde 1915 hasta 1917. Continuó escribiendo versos breves y pequeñas obras de teatro que fueron publicadas en la prensa militar. En 1917, ya como oficial, se puso del lado de la Revolución de Febrero.
Desde principios de 1918, fue presidente del consejo de Diputados Obreros y Campesinos de Oleshki. En julio de 1919, organizó en Jersón el Regimiento de Campesinos Dnipro como parte del Ejército Rojo. El regimiento participó en la defensa de Jersón y Nicolaiev de las fuerzas de Antón Denikin. Después del regresar del Ejército Rojo, fue nombrado jefe de personal de los grupos militares de los uyezd de Jersón y Dnipro.
Después de la desmovilización en 1920, trabajó como instructor para varios organismos de educación popular en el uyezd de Oleshki y editó el periódico Chervony Shliaj en Zinovievsk (hoy Kropevnitski). Durante este tiempo creó un alfabeto ucraniano, el pervinka. También comenzó a viajar por el sur de Ucrania, organizando varias escuelas y ayudando a los hambrientos durante la hambruna de 1921-1922. Más tarde escribió una historia en ruso Po vesiam i selam, que constaba de dos partes.
En 1922 trabajó en el departamento de Educación Popular de la gobernación en Odessa como inspector escolar. En 1924, Kulish escribió una obra de teatro, 97, en la que describía la hambruna de la región de Jersón en 1921-1922. Junto con otra obra Comuna en estepas (1925), sus obras se representaron en el teatro de Járkov y le trajeron un reconocimiento general. En Odesa se unió a la sociedad de escritores Hart. En 1925 regresó a Zinovievsk donde editó la revista Chervony Shliaj de nuevo. Más tarde ese año se mudó a Járkov, donde se entró en contacto con diversos prominentes escritores y poetas ucranianos, como Mikola Jviliovi, Ostap Vishnia, Yuri Yanovski, Volodimir Sosiura y muchos otros. Aquí Kulish pasó a formar parte del grupo literario VAPLITA y trabajó con el grupo teatral Berezil dirigido por Les Kurbas.
En noviembre de 1926 fue elegido presidente de VAPLITE, hasta enero de 1928. Simultáneamente, Kulish fue miembro del colegio editorial de Chervoni Shliakh. Sus obras fueron publicadas en la «Feria Literaria» del almanaque. Desde finales de 1929, Kulish fue miembro del presidium de un nuevo sindicato literario, «Politfront». Repentinamente, a partir de 1930 su fama fue mermando, recibiendo todo tipo de críticas negativas. Kulish se mudó de Járkov a su región natal de Jersón. Tras vivir el Holodomor en 1933, estaba cada vez más molesto con las ideas revolucionarias. Durante ese tiempo, sus obras Narodni Malaji, Mina Mazailo y la Sonata Patética fueron reconocidas como hostiles al régimen comunista.

## Represión y muerte
En el primer Congreso de Escritores Soviéticos de toda la Unión en Moscú (17 de agosto al 1 de septiembre de 1934), Mikola Kulish fue denunciado públicamente como un dramaturgo nacionalista burgués. Particularmente crítico fue Iván Kulik, que también mencionó al grupo teatral de Les Kurbas como uno de los que interpretaban las obras de Kulish.
En diciembre de 1934, después del entierro de su amigo Iván Dniprovski, Kulish fue arrestado por los agentes de la NKVD y enviado al campo de prisioneros de Solovki en el Mar Blanco.
Kulish fue uno de los «transportes perdidos» de prisioneros enviados de regreso al continente en 1937 desde Solovki. Ahora se sabe que falleció de un disparo el 3 de noviembre junto con otros 289 miembros de la intelectualidad ucraniana en el campo de exterminio y cementerio de Sandarmoj cerca de Medvezhegorsk, en Carelia (noroeste de Rusia), un lugar descubierto en 1997.
Unos años después de la muerte de Stalin en 1953, Kulish fue póstumamente declarado inocente de los cargos de 1934 y rehabilitado.

## Obra
- 97
- Комуна в степах (Comuna en estepas)
- Прощай, село (Adiós, pueblo)
- Отак загинув Гуска (Así pereció Huska)
- Хулій Хурина (Juli Jurina)
- Зона (Zona)
- Motín eterno
- Легенда про Леніна (Leyenda sobre Lenin)
- Колонії (Colonias)
- Народний Малахій (Malaquías del Pueblo)
- Мина Мазайло (Mina Mazailo)
- Патетична соната  (Sonata patética)[5]
- Маклена Граса (Maklena Grasa)
- Autobiografía de un cuaderno

## Representaciones teatrales
La sátira Así pereció Huska, escrita en 1927, se representó por primera vez en 1962 el Teatro Estudio del Palacio de Octubre de la Cultura de Kiev, dirigida por Marian Krushelnytskyi.  Se representó nuevamente —con el título Isla de la Buenaventura— en San Petersburgo en 2019 y en Kiev en 2021.

## Honores
El Teatro de Música y Arte Dramático de Jersón lleva el nombre de Mikola Kulish en su honor.